# Adalbert Safirow
Adalbert Iwanow Safirow (bulgarisch Адалберт Иванов Зафиров, wiss. Transliteration Adalbert Ivanov Zafirov; * 29. September 1969 in Sofia) ist ein ehemaliger bulgarischer Fußballspieler und derzeitiger -trainer. Er spielte auf der Position des Innenverteidigers.

## Spielerkarriere
Safirow wechselte 1997 von ZSKA Sofia in die Bundesliga zu Arminia Bielefeld, wo er zehn Bundesligaspiele und zwei Zweitligapartien bestritt. 1998 wechselte er zum 1. FC Union Berlin, bevor er 2001 wieder zu ZSKA Sofia ging. In den folgenden Jahren wechselte er mehrfach den Verein und ging 2002 Tscherno More Warna, 2003 zu Anagennisi Derynias und 2004 wieder zu ZSKA Sofia, wo er 2005 seine Karriere beendete. Sechs Mal lief er für das Nationalteam Bulgariens auf.

## Trainerkarriere
Nach dem Ende seiner aktiven Karriere arbeitete Safirow als Fußballtrainer. Im April 2010 löste er Ioan Andone als Cheftrainer von ZSKA Sofia ab und betreute das Team, bevor mit Pavel Dotchev ein neuer Coach gefunden wurde. Im Sommer 2011 übernahm er Kaliakra Kawarna in der A Grupa, wurde nach dem neunten Spieltag der Saison 2011/12 jedoch wieder entlassen. Anschließend wurde er Assistenztrainer bei ZSKA. Safirow bekleidete das Amt bis September 2012, als er neuer Cheftrainer von Tscherno More Warna wurde. Dort wurde er Ende 2012 wieder entlassen. Anfang 2015 übernahm er den FC Botew Wraza in der B Grupa, musste den Klub noch vor Ende der Saison 2014/15 wieder verlassen.

## Erfolge
- Bulgarischer Meister: 1989/90, 1996/97, 2004/05
- Bulgarischer Pokalsieger: 1994/95, 1996/97, 1998/99